# 그라시엘라 보르헤스
그라시엘라 보르헤스(Graciela Borges, 1941년 6월 10일 ~ )는 아르헨티나의 배우이다.

## 출연 작품
- 소리 없는 (2018)
- 디 아더스 미러 (2015)
- 토키오(스페인어판) (2015)
- 위도우즈 (2011)
- 플래시 댄스처럼 (2010)
- 남매(영어판) (2010)
- 화성 소년 메르카노 (2002)
- 늪 (2001)